# Campeonato Paulista de Futebol de 1960
O Campeonato Paulista de Futebol de 1960 foi a 20.ª edição do campeonato organizado pela Federação Paulista de Futebol. Teve o Santos FC como campeão e Pelé, do Santos, como artilheiro, com 32 gols.

## Disputa do título
O Santos de Pelé e Zito, que havia perdido o título de campeão do ano anterior para o Palmeiras no jogo-desempate, teve, desta vez, uma reta final impecável e não deu chances aos seus rivais diretos na disputa: Portuguesa, Palmeiras e Corinthians. Em seus seis últimos jogos, o Alvinegro Praiano goleou a Ferroviária por 5 a 0, o Taubaté por 6 a 1 e o Corinthians de Presidente Prudente por 5 a 0.
Corinthians e Santos chegarem empatados em 42 pontos para o clássico de 30 de novembro, no Pacaembu. O Santos goleou o rival por 6 a 1, praticamente eliminando-o da disputa, já que o adversário só tinha mais um jogo por fazer. Com a vitória sobre o Taubaté, o Santos chegou a 46 pontos e alijou o Corinthians da disputa.
O Palmeiras tinha quarenta pontos e não poderia mais tropeçar nos jogos que lhe restavam, porém perdeu para o Corinthians de Presidente Prudente. Quando o Santos enfrentou a Ferroviária, o Palmeiras só poderia, no máximo, igualar seus 46 pontos e forçar novo jogo-desempate entre ambos, como no ano anterior. Mas o Santos goleou por 5 a 0, chegando a 48 pontos e eliminou o Palmeiras da disputa.
Por fim, só a Portuguesa, com 46 pontos e que derrotara dramaticamente o São Paulo por 4 a 3, ainda disputava o título com o Santos. Porém, a Lusa acabou goleada por 5 a 2 pelo Noroeste, estacionando nos 46 pontos e só podendo chegar a 48. O Santos teria ainda dois clássicos a disputar, contra São Paulo e Palmeiras, podendo chegar a 52 pontos.
Em 11 de dezembro, o Santos enfrentou o São Paulo pela primeira vez no recém-inaugurado Morumbi. Com um empate, conquistaria o título. Mas o Tricolor ganhou por 2 a 1 e impediu a festa santista em sua casa. À Portuguesa, só restou vencer seu último jogo, diante do Jabaquara, por 2 a 0, empatando em pontos com o Santos e torcendo que este perdesse para o Palmeiras, o que forçaria um desempate.
Em 17 de dezembro, o Santos recebeu na Vila Belmiro o mesmo Palmeiras que lhe havia tomado o título do ano anterior, bastando-lhe um empate para o título e, desta vez, Pelé e Zito fizeram os dois gols do Peixe, que venceu por 2 a 1 e conquistou o Campeonato Paulista de 1960.

## Jogo do título[1]
Santos: Laércio; Dalmo, Mauro e Zé Carlos; Calvet e Zito; Sormani (Dorval), Mengálvio, Coutinho, Pelé e Pepe. Técnico: Lula
Palmeiras: Valdir; Djalma Santos, Valdemar e Jorge; Zequinha e Aldemar; Julinho, Humberto (Sardo), Romeiro, Chinesinho e Cruz. Técnico: Osvaldo Brandão
| 10 de janeiro de 1960 | Santos             | 2 – 1 | Palmeiras      | Estádio Urbano Caldeira, Santos (SP)              |
|                       | Zito 2' · Pelé 56' |       | Chinesinho 33' | Renda: Cr$ 2.134.550,00 Árbitro: João Etzel Filho |

| Campeão Paulista de 1960 |
| ------------------------ |
| SANTOS (5º título)       |

## Classificação final
| Classificação - Final | Classificação - Final         | Classificação - Final | Classificação - Final | Classificação - Final | Classificação - Final | Classificação - Final | Classificação - Final | Classificação - Final | Classificação - Final |
| Time | Time                          | PG                    | J                     | V                     | E                     | D                     | GP                    | GC                    | SG                    |
| --- | ----------------------------- | --------------------- | --------------------- | --------------------- | --------------------- | --------------------- | --------------------- | --------------------- | --------------------- |
| 1 | Santos                        | 50                    | 34                    | 22                    | 6                     | 6                     | 100                   | 44                    | 56                    |
| 2 | Portuguesa                    | 48                    | 34                    | 22                    | 4                     | 8                     | 74                    | 51                    | 23                    |
| 3 | Corinthians                   | 44                    | 34                    | 19                    | 6                     | 9                     | 57                    | 43                    | 14                    |
| 4 | Palmeiras                     | 42                    | 34                    | 16                    | 10                    | 8                     | 63                    | 48                    | 15                    |
| 5 | Noroeste                      | 40                    | 34                    | 17                    | 6                     | 11                    | 63                    | 46                    | 17                    |
| 6 | Ferroviária                   | 39                    | 34                    | 16                    | 7                     | 11                    | 72                    | 51                    | 21                    |
| 7 | Guarani                       | 38                    | 34                    | 14                    | 10                    | 10                    | 59                    | 52                    | 7                     |
| 8 | São Paulo                     | 37                    | 34                    | 13                    | 11                    | 10                    | 74                    | 56                    | 18                    |
| 9 | Botafogo                      | 33                    | 34                    | 13                    | 7                     | 14                    | 52                    | 59                    | -7                    |
| 10 | XV de Piracicaba              | 33                    | 34                    | 11                    | 11                    | 12                    | 50                    | 48                    | 2                     |
| 11 | Comercial                     | 31                    | 34                    | 13                    | 5                     | 16                    | 57                    | 64                    | -7                    |
| 12 | Taubaté                       | 30                    | 34                    | 12                    | 6                     | 16                    | 44                    | 76                    | -32                   |
| 13 | Jabaquara                     | 28                    | 34                    | 10                    | 8                     | 16                    | 59                    | 73                    | -14                   |
| 14 | Portuguesa Santista           | 28                    | 34                    | 12                    | 4                     | 18                    | 45                    | 53                    | -8                    |
| 15 | América                       | 27                    | 34                    | 10                    | 7                     | 17                    | 43                    | 62                    | -19                   |
| 16 | Juventus                      | 24                    | 34                    | 8                     | 8                     | 18                    | 52                    | 75                    | -23                   |
| 17 | Corinthians de Pres. Prudente | 23                    | 34                    | 10                    | 3                     | 21                    | 44                    | 70                    | -26                   |
| 18 | Ponte Preta                   | 17                    | 34                    | 4                     | 9                     | 21                    | 44                    | 81                    | -37                   |
| PG - pontos ganhos; J - jogos; V - vitórias; E - empates; D - derrotas; GP - gols pró; GC - gols contra; SG - saldo de gols |                               |                       |                       |                       |                       |                       |                       |                       |                       |

## "Rebolo"
Por causa de mudanças na Lei do Acesso, foi decidido que o último colocado nos dois turnos seria rebaixado automaticamente, com os três clubes imediatamente acima disputando um pequeno torneio para decidir os outros dois rebaixados. Assim, a Ponte Preta caiu, enquanto América, Juventus e Corinthians disputaram o que ficou conhecido como "Rebolo" ou "Torneio da Morte". O Juventus perdeu apenas um ponto em seus quatro jogos e garantiu sua continuidade na Divisão Especial.
| "Rebolo" | "Rebolo"       | "Rebolo" | "Rebolo" | "Rebolo" | "Rebolo" | "Rebolo" | "Rebolo" | "Rebolo" | "Rebolo" |
| Time     | Time           | PG       | J        | V        | E        | D        | GP       | GC       | SG       |
| -------- | -------------- | -------- | -------- | -------- | -------- | -------- | -------- | -------- | -------- |
| 1        | Juventus       | 7        | 4        | 3        | 1        | 0        | 8        | 2        | 6        |
| 2        | Corinthians-PP | 4        | 4        | 1        | 2        | 1        | 7        | 5        | 2        |
| 3        | América        | 1        | 4        | 0        | 1        | 3        | 2        | 10       | -8       |